# Iglesia de la Asunción de Nuestra Señora (Escatrón)
La Iglesia de la Asunción de Nuestra Señora es una iglesia parroquial católica de estilo gótico-renacentista y barroca de la localidad aragonesa de Escatrón (España). En 2002 fue declarada Bien Catalogado del Patrimonio Cultural Aragonés. La época de construcción es indeterminada, ya que no se conoce la cronología exacta. Determinado por su unidad compositiva y la rotundidad de los volúmenes profundamente transformados en época barroca, el verdadero valor de la iglesia parroquial de Escatrón reside en el espléndido retablo que alberga su interior.
Se trata de un templo de una sola nave con capillas laterales entre los contrafuertes, de bastante profundidad, y cabecera poligonal que conforman exteriormente un volumen prismático en el que las capillas quedan pronunciadas como volúmenes laterales de menor altura, sobresaliendo por encima de ellas la nave central y los potentes contrafuertes que refuerzan los empujes de la cubierta. A los pies de la nave se levantó la torre, armónicamente integrada, que consta de cinco cuerpos en sillar decrecientes en altura, de paramentos prácticamente lisos.
El retablo constituye el elemento más valioso de la iglesia. Trasladado desde el Monasterio de Rueda durante el primer tercio del siglo XIX está dedicado a la Asunción de la Virgen. Realizado por el maestro Esteban alrededor de 1607, fue construido en alabastro de estilo romanista. Adosado al testero, está formado por cuatro cuerpos principales: la base con dos arcos de medio punto laterales y centro donde estuvo situado el altar y hoy el sagrario; continúa con dos cuerpos de tres calles, la central con arco de medio punto que cobija la escena de la Asunción de la Virgen elevada por ángeles músicos, y encima dos ángeles portan un escudo con las iniciales J. H. S. En las calles laterales aparecen relieves con la Anunciación y purificación y sobre ellas, la Natividad y la Adoración de los Reyes; el ático con escena de la Coronación de la Virgen.